# Segunda División B de España 1995-96
La temporada 1995–96 de la Segunda División B de España de fútbol corresponde a la 19.ª edición del campeonato y se disputó entre el 2 de septiembre de 1995 y el 19 de mayo de 1996 en su fase regular. Posteriormente se disputó la promoción de ascenso entre el 26 de mayo y el 30 de junio.

## Sistema de competición
Participan ochenta clubes de toda la geografía española, encuadrados en cuatro grupos de veinte equipos según proximidad geográfica. Se enfrentan en cada grupo todos contra todos en dos ocasiones -una en campo propio y otra en campo contrario- durante un total de 38 jornadas. El orden de los encuentros se decide por sorteo antes de empezar la competición. La Real Federación Española de Fútbol es la responsable de designar a los árbitros de cada encuentro.
El ganador de un partido obtiene tres puntos, el perdedor no suma puntos, y en caso de un empate hay un punto para cada equipo. Al término del campeonato, el equipo que acumula más puntos en cada grupo se proclama campeón de Segunda División B y juega la promoción de ascenso; junto con los segundos, terceros y cuartos clasificados de cada grupo para ascender a Segunda División. Esta promoción tiene formato de liguilla con cuatro grupos en los que se emparejan equipos de distintos grupos y que hayan quedado en posiciones distintas.
Los cuatro últimos equipos clasificados de cada grupo descienden a Tercera División. Los decimosextos clasificados juegan la promoción por la permanencia que se disputa por eliminación directa a doble partido y los emparejamientos se determinan por sorteo. Los dos equipos derrotados se enfrentan en otra eliminatoria a doble partido en la que el perdedor pierde la categoría.

## Nota
Hoy en día hay clubes que su nombre han derivado a idiomas como catalán-valenciano-balear, euskera o gallego; pero para reflejar la realidad de la época, los nombres de los equipos aparecen tal y como se inscribieron para competir en esta temporada.

## Equipos de la temporada 1995/96
| Datos de ascensos y descensos |
| --- |
| CD Orense desciende de Segunda División A. El Palamós CF también descendió pero jugó en Tercera División. El Getafe CF y el CD Leganés también descendieron pero fueron repescados al ampliarse la Segunda División a 22 equipos Almería CF, Deportivo Alavés, Écija Balompié y Sestao SC ascienden a Segunda División A. Real Ávila CF, CP Cacereño, Cartagena FC, UD Casetas, CD Corralejo, CE Europa, Gimnástica de Torrelavega, Girona FC, SD Gernika, SD Hullera Vasco-Leonesa, CD Manchego, Real Murcia CF, Real Oviedo "B", CE Premià, UD Realejos, CD San Fernando, CD San Roque y Real Zaragoza "B" descienden a Tercera División. CD Aurrerá de Vitoria, FC Barcelona "C", SD Cultural Durango, Cultural Leonesa, RC Deportivo de La Coruña "B", CD Endesa Andorra, CD Endesa As Pontes, RCD Espanyol "B", SD Huesca, Málaga CF, RCD Mallorca "B", Novelda CF, UD San Pedro, DAV Santa Ana, CD Tenerife "B", CD Utrera y Vélez CF ascienden a Segunda División B. También ascienden CF Gavà que ocupa la plaza del Palamós CF, Lorca CF que ocupa la plaza del Cartagena FC, CD Leganés "B" que ocupa la plaza del CD Leganés y UD Gáldar que ocupa la plaza del Getafe CF. |

### Grupo I
En este grupo se encuentran los equipos de: Galicia (6), Comunidad de Madrid (9), Canarias (4) y Castilla-La Mancha (1).
| - RC Deportivo de La Coruña "B" - CD Endesa As Pontes - CD Lugo - CD Orense - Pontevedra CF - Racing Club de Ferrol - Aranjuez CF - Club Atlético de Madrid "B" - CF Fuenlabrada - CD Leganés "B" |  | - CD Colonia Moscardó - CD Móstoles - Real Madrid CF "C" - UD San Sebastián de los Reyes - DAV Santa Ana - UD Gáldar - U. D. Las Palmas - CD Mensajero - CD Tenerife "B" - Talavera CF |

### Grupo II
En este grupo se encuentran los equipos de: Asturias (3), País Vasco (9), Castilla y León (4), Navarra (3) y La Rioja (1).
| - Real Avilés Industrial - UP Langreo - Real Sporting de Gijón "B" - Amurrio Club - CD Aurrerá de Vitoria - Barakaldo CF - SD Beasáin - Club Bermeo - SD Cultural Durango - SD Lemona |  | - Real Sociedad de Fútbol "B" - Real Unión Club - Cultural Leonesa - CD Numancia - Palencia Cristo Olímpico - Real Valladolid CF "B" - CD Izarra - Club Atlético Osasuna "B" - CD Tudelano - CD Logroñés "B" |

### Grupo III
En este grupo se encuentran los equipos de: Cataluña (11), parte de la Comunidad Valenciana (5), Aragón (2), Islas Baleares (1) y del Principado de Andorra (1).
| - FC Barcelona "C" - RCD Espanyol "B" - UE Figueres - CF Gavà - Gimnàstic de Tarragona - UDA Gramanet - CD Hospitalet - AEC Manlleu - CE Sabadell FC - UE Sant Andreu |  | - Terrassa FC - CD Alcoyano - CD Castellón - Levante UD - Ontinyent CF - Valencia CF "B" - RCD Mallorca "B" - CD Endesa Andorra - SD Huesca - FC Andorra |

### Grupo IV
En este grupo se encuentran los equipos de: Parte de la Comunidad Valenciana (3), Andalucía (14), Región de Murcia (2) y la ciudad autónoma de Melilla (1).
| - Benidorm CD - Elche CF - Novelda CF - Real Betis "B" - Cádiz CF - Córdoba CF - Granada CF - Real Jaén CF - Málaga CF - CD Mármol Macael |  | - Polideportivo Almería - Recreativo de Huelva - UD San Pedro - Sevilla FC "B" - CD Utrera - Vélez CF - Xerez CD - Lorca CF - Yeclano CF - UD Melilla |

## Resultados y clasificaciones

### Grupo I

#### Clasificación
| Pos. | Equipo                               | Pts. | PJ | G  | E  | P  | GF | GC | Dif. | Clasificación                     |
| ---- | ------------------------------------ | ---- | -- | -- | -- | -- | -- | -- | ---- | --------------------------------- |
| 1    | U. D. Las Palmas (A)                 | 77   | 38 | 23 | 8  | 7  | 80 | 22 | +58  | Acceso a Promoción de ascenso     |
| 2    | Racing de Ferrol                     | 68   | 38 | 21 | 5  | 12 | 59 | 29 | +30  | Acceso a Promoción de ascenso     |
| 3    | C. D. Orense (A)                     | 68   | 38 | 20 | 8  | 10 | 52 | 33 | +19  | Acceso a Promoción de ascenso     |
| 4    | Atlético de Madrid "B" (A)           | 64   | 38 | 19 | 7  | 12 | 58 | 41 | +17  | Acceso a Promoción de ascenso     |
| 5    | R. C. Deportivo de La Coruña "B"     | 64   | 38 | 16 | 16 | 6  | 48 | 35 | +13  |                                   |
| 6    | Talavera C. F.                       | 57   | 38 | 16 | 9  | 13 | 55 | 42 | +13  |                                   |
| 7    | C. D. Mensajero                      | 57   | 38 | 15 | 12 | 11 | 51 | 47 | +4   |                                   |
| 8    | Aranjuez C. F.                       | 57   | 38 | 15 | 12 | 11 | 43 | 37 | +6   |                                   |
| 9    | Real Madrid C. F. "C"                | 55   | 38 | 16 | 7  | 15 | 63 | 60 | +3   |                                   |
| 10   | C. D. Lugo                           | 51   | 38 | 14 | 9  | 15 | 46 | 50 | −4   |                                   |
| 11   | C. F. Fuenlabrada                    | 50   | 38 | 13 | 11 | 14 | 44 | 42 | +2   |                                   |
| 12   | Pontevedra C. F.                     | 49   | 38 | 13 | 10 | 15 | 41 | 39 | +2   |                                   |
| 13   | C. D. Endesa As Pontes               | 48   | 38 | 13 | 9  | 16 | 57 | 56 | +1   |                                   |
| 14   | C. D. Colonia Moscardó               | 47   | 38 | 13 | 8  | 17 | 45 | 61 | −16  |                                   |
| 15   | U. D. Gáldar                         | 46   | 38 | 11 | 13 | 14 | 41 | 44 | −3   |                                   |
| 16   | C. D. Leganés "B" (D)                | 45   | 38 | 12 | 9  | 17 | 31 | 50 | −19  | Acceso a Promoción de permanencia |
| 17   | U. D. San Sebastián de los Reyes (D) | 43   | 38 | 12 | 7  | 19 | 34 | 58 | −24  | Descenso a Tercera División       |
| 18   | C. D. Tenerife "B" (D)               | 42   | 38 | 10 | 12 | 16 | 44 | 57 | −13  | Descenso a Tercera División       |
| 19   | C. D. Móstoles (D)                   | 35   | 38 | 9  | 8  | 21 | 28 | 68 | −40  | Descenso a Tercera División       |
| 20   | D. A. V. Santa Ana (D)               | 23   | 38 | 5  | 8  | 25 | 30 | 79 | −49  | Descenso a Tercera División       |

 Fuente: BDFutbol
Criterios de clasificación: Puntos · Enfrentamientos directos · Diferencia de goles · Goles a favor · Play-off

#### Resultados
| Local \ Visitante                | ARA | ATM | DEP | END | FUE | GAL | LAS | LEG | LUG | MEN | MOC | MOT | ORE | PON | RFE | RMA | SAS | SAN | TAL | TEN |
| -------------------------------- | --- | --- | --- | --- | --- | --- | --- | --- | --- | --- | --- | --- | --- | --- | --- | --- | --- | --- | --- | --- |
| Aranjuez C. F.                   | —   | 2–1 | 1–3 | 2–2 | 1–0 | 0–0 | 0–3 | 0–0 | 1–1 | 1–1 | 0–3 | 2–1 | 2–0 | 3–0 | 1–0 | 2–0 | 2–0 | 1–1 | 0–0 | 1–1 |
| Atlético de Madrid "B"           | 2–1 | —   | 0–0 | 3–2 | 1–0 | 1–0 | 0–2 | 0–1 | 2–1 | 4–2 | 1–1 | 4–1 | 2–2 | 1–2 | 1–1 | 2–1 | 0–1 | 2–0 | 2–1 | 3–2 |
| R. C. Deportivo de La Coruña "B" | 2–0 | 0–0 | —   | 1–0 | 2–1 | 2–2 | 2–0 | 3–0 | 2–1 | 3–2 | 2–1 | 1–1 | 0–0 | 1–0 | 1–0 | 1–2 | 1–1 | 2–1 | 1–1 | 1–0 |
| C. D. Endesa As Pontes           | 1–3 | 1–3 | 1–5 | —   | 1–0 | 4–2 | 0–1 | 4–1 | 0–1 | 1–0 | 8–0 | 4–0 | 1–0 | 4–2 | 4–1 | 1–1 | 0–1 | 2–0 | 0–0 | 3–2 |
| C. F. Fuenlabrada                | 0–0 | 2–1 | 0–2 | 1–1 | —   | 1–0 | 0–0 | 3–1 | 2–3 | 1–1 | 1–0 | 4–1 | 1–1 | 1–0 | 2–0 | 1–1 | 2–2 | 2–0 | 3–0 | 3–2 |
| U. D. Gáldar                     | 1–1 | 1–1 | 1–0 | 8–1 | 1–0 | —   | 0–5 | 0–0 | 2–0 | 1–1 | 1–0 | 2–0 | 2–1 | 1–0 | 3–0 | 2–2 | 2–2 | 0–0 | 3–0 | 1–1 |
| U. D. Las Palmas                 | 3–0 | 3–2 | 3–0 | 2–0 | 1–1 | 1–0 | —   | 1–2 | 4–0 | 0–0 | 1–1 | 4–0 | 0–1 | 0–1 | 1–0 | 1–2 | 6–0 | 7–1 | 2–0 | 5–1 |
| C. D. Leganés "B"                | 1–0 | 0–2 | 0–0 | 0–3 | 0–0 | 0–1 | 0–0 | —   | 1–0 | 1–0 | 0–3 | 0–1 | 2–2 | 2–1 | 0–2 | 0–3 | 3–0 | 2–0 | 0–5 | 0–2 |
| C. D. Lugo                       | 0–3 | 1–1 | 3–0 | 0–1 | 1–1 | 3–1 | 1–2 | 2–1 | —   | 3–1 | 0–0 | 2–0 | 0–3 | 1–1 | 0–4 | 3–0 | 0–0 | 3–3 | 0–1 | 2–2 |
| C. D. Mensajero                  | 1–1 | 1–0 | 2–2 | 0–0 | 2–2 | 2–0 | 0–3 | 0–0 | 4–2 | —   | 1–1 | 1–0 | 2–1 | 2–1 | 1–0 | 2–1 | 2–0 | 5–1 | 2–1 | 1–1 |
| C. D. Colonia Moscardó           | 0–4 | 1–0 | 1–1 | 1–0 | 0–4 | 4–1 | 0–3 | 2–0 | 1–0 | 1–2 | —   | 2–0 | 2–0 | 0–2 | 0–4 | 0–1 | 2–2 | 2–1 | 1–2 | 3–0 |
| C. D. Móstoles                   | 0–2 | 0–5 | 2–0 | 3–1 | 1–0 | 1–1 | 0–4 | 0–1 | 0–2 | 3–2 | 3–3 | —   | 1–0 | 0–0 | 0–0 | 0–0 | 1–0 | 2–2 | 0–0 | 2–1 |
| C. D. Orense                     | 1–0 | 1–0 | 1–0 | 2–0 | 1–0 | 1–0 | 1–1 | 0–0 | 0–2 | 2–0 | 2–2 | 3–1 | —   | 3–1 | 0–0 | 4–1 | 0–1 | 3–0 | 2–1 | 4–1 |
| Pontevedra C. F.                 | 2–0 | 2–3 | 2–3 | 1–0 | 4–0 | 0–0 | 1–0 | 0–2 | 0–1 | 0–0 | 0–0 | 2–0 | 1–2 | —   | 2–1 | 0–1 | 3–1 | 4–1 | 1–1 | 0–0 |
| Racing de Ferrol                 | 0–1 | 1–0 | 1–1 | 1–0 | 4–0 | 3–0 | 2–1 | 2–1 | 0–1 | 1–4 | 3–0 | 2–0 | 1–0 | 0–0 | —   | 3–0 | 1–0 | 4–0 | 4–1 | 4–0 |
| Real Madrid C. F. "C"            | 1–3 | 1–2 | 0–0 | 2–2 | 1–2 | 2–0 | 3–4 | 3–2 | 1–2 | 2–0 | 3–1 | 3–0 | 2–4 | 1–1 | 2–1 | —   | 1–2 | 4–2 | 3–2 | 3–1 |
| U. D. San Sebastián de los Reyes | 1–0 | 1–3 | 1–1 | 1–3 | 2–1 | 2–1 | 0–0 | 0–3 | 1–0 | 2–0 | 1–2 | 2–1 | 1–2 | 1–0 | 1–2 | 0–3 | —   | 2–3 | 0–3 | 0–1 |
| D. A. V. Santa Ana               | 1–2 | 2–0 | 1–2 | 1–1 | 0–2 | 1–0 | 0–1 | 0–3 | 2–1 | 0–1 | 0–2 | 0–2 | 0–0 | 1–1 | 0–4 | 2–1 | 0–1 | —   | 0–2 | 0–0 |
| Talavera C. F.                   | 3–0 | 0–1 | 1–1 | 3–0 | 1–0 | 0–0 | 2–1 | 1–1 | 1–2 | 3–1 | 4–1 | 3–0 | 0–1 | 1–2 | 0–1 | 3–2 | 1–0 | 4–2 | —   | 2–2 |
| C. D. Tenerife "B"               | 0–0 | 0–2 | 1–1 | 1–1 | 2–0 | 1–0 | 0–4 | 4–0 | 1–1 | 1–2 | 2–1 | 3–0 | 2–0 | 0–1 | 0–1 | 2–3 | 2–1 | 2–1 | 0–1 | —   |

### Grupo II

#### Clasificación
| Pos. | Equipo                       | Pts. | PJ | G  | E  | P  | GF | GC | Dif. | Clasificación                     |
| ---- | ---------------------------- | ---- | -- | -- | -- | -- | -- | -- | ---- | --------------------------------- |
| 1    | Sporting de Gijón "B"        | 70   | 38 | 21 | 7  | 10 | 52 | 36 | +16  | Acceso a Promoción de ascenso     |
| 2    | C. A. Osasuna "B"            | 66   | 38 | 17 | 15 | 6  | 41 | 22 | +19  | Acceso a Promoción de ascenso     |
| 3    | Real Avilés Industrial       | 66   | 38 | 17 | 15 | 6  | 45 | 38 | +7   | Acceso a Promoción de ascenso     |
| 4    | Cultural Leonesa             | 65   | 38 | 18 | 11 | 9  | 68 | 35 | +33  | Acceso a Promoción de ascenso     |
| 5    | Real Unión Club              | 63   | 38 | 16 | 15 | 7  | 49 | 34 | +15  |                                   |
| 6    | Real Valladolid C. F. "B"    | 57   | 38 | 16 | 9  | 13 | 43 | 38 | +5   |                                   |
| 7    | Barakaldo C. F.              | 56   | 38 | 14 | 14 | 10 | 42 | 34 | +8   |                                   |
| 8    | C. D. Numancia               | 56   | 38 | 14 | 14 | 10 | 43 | 36 | +7   |                                   |
| 9    | C. D. Aurrera de Vitoria     | 53   | 38 | 14 | 11 | 13 | 39 | 43 | −4   |                                   |
| 10   | U. P. Langreo                | 51   | 38 | 13 | 12 | 13 | 38 | 42 | −4   |                                   |
| 11   | Club Bermeo                  | 51   | 38 | 14 | 9  | 15 | 41 | 40 | +1   |                                   |
| 12   | C. D. Izarra                 | 48   | 38 | 12 | 12 | 14 | 29 | 36 | −7   |                                   |
| 13   | Real Sociedad "B"            | 47   | 38 | 13 | 8  | 17 | 37 | 41 | −4   |                                   |
| 14   | S. D. Lemona                 | 46   | 38 | 11 | 13 | 14 | 35 | 39 | −4   |                                   |
| 15   | S. D. Beasain                | 42   | 38 | 9  | 15 | 14 | 35 | 46 | −11  |                                   |
| 16   | C. D. Logroñés "B"           | 39   | 38 | 9  | 12 | 17 | 40 | 53 | −13  | Acceso a Promoción de permanencia |
| 17   | C. D. Tudelano (D)           | 38   | 38 | 8  | 14 | 16 | 35 | 51 | −16  | Descenso a Tercera División       |
| 18   | S. C. D. Durango (D)         | 35   | 38 | 6  | 17 | 15 | 40 | 61 | −21  | Descenso a Tercera División       |
| 19   | Palencia Cristo Olímpico (D) | 35   | 38 | 8  | 11 | 19 | 32 | 45 | −13  | Descenso a Tercera División       |
| 20   | Amurrio Club (D)             | 34   | 38 | 8  | 10 | 20 | 48 | 66 | −18  | Descenso a Tercera División       |

 Fuente: BDFutbol
Criterios de clasificación: Puntos · Enfrentamientos directos · Diferencia de goles · Goles a favor · Play-off

#### Resultados
| Local \ Visitante         | AMU | AUR | AVI | BAR | BEA | BER | CUL | DUR | IZA | LAN | LEM | LOG | NUM | OSA | PAL | RSO | RUN | SPO | TUD | VLD |
| ------------------------- | --- | --- | --- | --- | --- | --- | --- | --- | --- | --- | --- | --- | --- | --- | --- | --- | --- | --- | --- | --- |
| Amurrio Club              | —   | 0–3 | 1–1 | 0–0 | 4–0 | 0–1 | 1–2 | 4–1 | 2–4 | 2–2 | 1–2 | 3–1 | 1–1 | 0–2 | 1–1 | 2–1 | 1–5 | 1–2 | 1–2 | 1–2 |
| C. D. Aurrera de Vitoria  | 2–1 | —   | 1–1 | 1–0 | 2–1 | 2–0 | 2–2 | 3–0 | 1–1 | 1–0 | 1–1 | 0–0 | 0–0 | 1–2 | 0–0 | 3–1 | 1–1 | 0–1 | 1–0 | 0–1 |
| Real Avilés Industrial    | 2–0 | 0–0 | —   | 2–0 | 2–1 | 1–0 | 0–0 | 1–4 | 2–1 | 1–0 | 1–2 | 3–0 | 2–1 | 0–0 | 1–1 | 2–1 | 2–2 | 1–0 | 4–3 | 1–1 |
| Barakaldo C. F.           | 2–1 | 2–0 | 0–0 | —   | 0–0 | 1–3 | 0–0 | 4–0 | 2–0 | 5–0 | 1–1 | 2–1 | 2–0 | 1–0 | 1–1 | 0–1 | 2–2 | 3–0 | 0–0 | 1–1 |
| S. D. Beasain             | 2–1 | 3–1 | 0–0 | 3–0 | —   | 0–0 | 0–5 | 2–2 | 4–0 | 0–0 | 1–0 | 2–0 | 0–0 | 1–1 | 3–3 | 1–2 | 1–1 | 1–1 | 1–1 | 2–0 |
| Club Bermeo               | 0–0 | 2–1 | 3–0 | 3–5 | 2–0 | —   | 0–2 | 2–0 | 0–1 | 1–1 | 1–0 | 1–0 | 1–0 | 0–0 | 3–0 | 0–0 | 0–2 | 1–3 | 1–1 | 1–0 |
| Cultural Leonesa          | 1–2 | 2–0 | 3–1 | 0–0 | 2–1 | 4–3 | —   | 1–2 | 2–0 | 5–1 | 1–2 | 2–0 | 2–0 | 0–1 | 2–0 | 1–1 | 1–1 | 0–1 | 7–0 | 0–1 |
| S. C. D. Durango          | 1–1 | 0–0 | 1–2 | 1–1 | 1–2 | 2–2 | 2–2 | —   | 1–2 | 1–1 | 0–1 | 1–3 | 1–2 | 1–1 | 2–2 | 0–2 | 3–2 | 1–1 | 2–2 | 2–0 |
| C. D. Izarra              | 3–5 | 0–1 | 0–1 | 1–0 | 1–1 | 1–0 | 0–0 | 1–1 | —   | 0–0 | 1–1 | 2–0 | 0–0 | 2–1 | 2–1 | 1–0 | 1–0 | 1–0 | 0–0 | 0–0 |
| U. P. Langreo             | 2–0 | 2–3 | 1–1 | 3–1 | 0–1 | 1–0 | 1–1 | 1–0 | 1–0 | —   | 2–1 | 2–0 | 1–3 | 0–2 | 0–1 | 1–2 | 2–1 | 1–1 | 1–0 | 0–0 |
| S. D. Lemona              | 1–2 | 2–0 | 0–1 | 2–2 | 1–1 | 0–0 | 0–1 | 1–1 | 0–0 | 1–2 | —   | 2–1 | 1–1 | 1–2 | 2–1 | 0–2 | 1–1 | 2–1 | 1–2 | 1–0 |
| C. D. Logroñés "B"        | 2–2 | 1–3 | 2–2 | 1–3 | 0–0 | 0–2 | 2–1 | 1–1 | 0–2 | 0–0 | 3–1 | —   | 1–0 | 2–2 | 1–0 | 5–1 | 1–3 | 4–1 | 2–2 | 0–0 |
| C. D. Numancia            | 2–0 | 3–0 | 0–0 | 1–0 | 1–0 | 1–2 | 4–5 | 2–1 | 2–0 | 1–1 | 0–1 | 1–1 | —   | 1–1 | 2–1 | 2–1 | 3–1 | 0–0 | 0–1 | 0–0 |
| C. A. Osasuna "B"         | 0–0 | 4–0 | 0–0 | 2–1 | 1–0 | 1–0 | 1–1 | 3–1 | 1–0 | 1–0 | 0–0 | 2–0 | 1–1 | —   | 1–0 | 1–1 | 1–2 | 0–1 | 3–0 | 0–0 |
| Palencia Cristo Olímpico  | 2–1 | 3–1 | 2–2 | 0–0 | 3–0 | 0–1 | 0–2 | 0–1 | 1–0 | 0–1 | 0–0 | 0–1 | 1–1 | 0–1 | —   | 0–1 | 0–1 | 2–1 | 2–3 | 2–1 |
| Real Sociedad "B"         | 1–2 | 1–1 | 0–1 | 3–1 | 2–0 | 2–2 | 0–2 | 0–1 | 0–0 | 0–2 | 0–1 | 0–2 | 3–1 | 0–1 | 0–0 | —   | 2–0 | 0–0 | 3–0 | 0–1 |
| Real Unión Club           | 2–0 | 3–0 | 2–0 | 0–0 | 1–0 | 2–1 | 3–2 | 1–1 | 2–1 | 0–2 | 0–0 | 0–0 | 0–0 | 0–0 | 2–1 | 1–0 | —   | 2–1 | 1–0 | 0–1 |
| Sporting de Gijón "B"     | 3–2 | 1–0 | 4–1 | 0–1 | 2–0 | 2–1 | 1–0 | 5–0 | 0–0 | 2–1 | 2–1 | 1–0 | 1–2 | 2–1 | 2–0 | 0–2 | 0–0 | —   | 2–1 | 2–1 |
| C. D. Tudelano            | 1–1 | 0–1 | 0–1 | 0–1 | 0–0 | 2–1 | 0–0 | 0–0 | 2–0 | 1–1 | 1–0 | 1–1 | 1–2 | 0–0 | 0–1 | 0–1 | 1–1 | 1–2 | —   | 4–0 |
| Real Valladolid C. F. "B" | 4–1 | 1–2 | 1–2 | 0–1 | 3–0 | 2–0 | 1–4 | 0–0 | 1–0 | 2–1 | 2–1 | 2–1 | 1–2 | 2–0 | 1–0 | 3–0 | 1–1 | 1–3 | 5–2 | —   |

### Grupo III

#### Clasificación
| Pos. | Equipo                   | Pts. | PJ | G  | E  | P  | GF | GC | Dif. | Clasificación                     |
| ---- | ------------------------ | ---- | -- | -- | -- | -- | -- | -- | ---- | --------------------------------- |
| 1    | Levante U. D. (A)        | 82   | 38 | 24 | 10 | 4  | 68 | 25 | +43  | Acceso a Promoción de ascenso     |
| 2    | Gimnàstic de Tarragona   | 69   | 38 | 20 | 9  | 9  | 72 | 44 | +28  | Acceso a Promoción de ascenso     |
| 3    | U. E. Figueres           | 65   | 38 | 17 | 14 | 7  | 63 | 41 | +22  | Acceso a Promoción de ascenso     |
| 4    | Valencia C. F. "B"       | 64   | 38 | 18 | 10 | 10 | 70 | 40 | +30  | Acceso a Promoción de ascenso     |
| 5    | Terrassa F. C.           | 63   | 38 | 17 | 12 | 9  | 69 | 45 | +24  |                                   |
| 6    | C. D. Castellón          | 59   | 38 | 17 | 8  | 13 | 40 | 34 | +6   |                                   |
| 7    | C. F. Gavà               | 56   | 38 | 16 | 8  | 14 | 63 | 52 | +11  |                                   |
| 8    | U. D. A. Gramenet        | 54   | 38 | 15 | 9  | 14 | 62 | 52 | +10  |                                   |
| 9    | F. C. Andorra            | 51   | 38 | 14 | 9  | 15 | 38 | 44 | −6   |                                   |
| 10   | A. E. C. Manlleu         | 50   | 38 | 14 | 8  | 16 | 47 | 55 | −8   |                                   |
| 11   | R. C. D. Espanyol "B"    | 49   | 38 | 13 | 10 | 15 | 43 | 45 | −2   |                                   |
| 12   | U. E. Sant Andreu        | 49   | 38 | 12 | 13 | 13 | 51 | 58 | −7   |                                   |
| 13   | C. D. Hospitalet         | 47   | 38 | 12 | 11 | 15 | 41 | 58 | −17  |                                   |
| 14   | R. C. D. Mallorca "B"    | 44   | 38 | 12 | 8  | 18 | 58 | 70 | −12  |                                   |
| 15   | S. D. Huesca             | 43   | 38 | 11 | 10 | 17 | 40 | 50 | −10  |                                   |
| 16   | C. E. Sabadell F. C.     | 42   | 38 | 10 | 12 | 16 | 38 | 50 | −12  | Acceso a Promoción de permanencia |
| 17   | C. D. Alcoyano (D)       | 42   | 38 | 11 | 9  | 18 | 39 | 60 | −21  | Descenso a Tercera División       |
| 18   | Ontinyent C. F. (D)      | 41   | 38 | 10 | 11 | 17 | 41 | 53 | −12  | Descenso a Tercera División       |
| 19   | F. C. Barcelona "C" (D)  | 37   | 38 | 10 | 7  | 21 | 49 | 84 | −35  | Descenso a Tercera División       |
| 20   | C. D. Endesa Andorra (D) | 32   | 38 | 6  | 14 | 18 | 29 | 61 | −32  | Descenso a Tercera División       |

 Fuente: BDFutbol
Criterios de clasificación: Puntos · Enfrentamientos directos · Diferencia de goles · Goles a favor · Play-off

#### Resultados
| Local \ Visitante      | ALC | AND | BAR | CAS | END | ESP | FIG | GAV | GIM | GRA | HOS | HUE | LEV | MAL | MAN | ONT | SAB | SAD | TER | VAL |
| ---------------------- | --- | --- | --- | --- | --- | --- | --- | --- | --- | --- | --- | --- | --- | --- | --- | --- | --- | --- | --- | --- |
| C. D. Alcoyano         | —   | 2–0 | 2–3 | 0–1 | 1–1 | 1–1 | 3–1 | 0–2 | 1–0 | 1–0 | 1–0 | 0–1 | 1–1 | 1–0 | 2–4 | 1–0 | 2–3 | 0–1 | 1–1 | 2–1 |
| F. C. Andorra          | 0–0 | —   | 5–1 | 1–0 | 1–0 | 1–0 | 1–1 | 3–0 | 1–2 | 1–0 | 2–1 | 0–0 | 0–1 | 1–0 | 1–1 | 1–1 | 0–1 | 2–0 | 0–0 | 0–3 |
| F. C. Barcelona "C"    | 4–1 | 0–3 | —   | 1–2 | 2–1 | 1–3 | 0–1 | 1–3 | 1–4 | 2–2 | 1–1 | 1–2 | 1–1 | 3–2 | 1–0 | 3–2 | 3–1 | 1–1 | 0–1 | 0–0 |
| C. D. Castellón        | 2–0 | 0–1 | 1–1 | —   | 2–0 | 0–0 | 0–1 | 1–0 | 1–2 | 1–1 | 1–1 | 1–0 | 1–0 | 1–0 | 0–1 | 1–0 | 1–0 | 1–1 | 2–0 | 2–0 |
| C. D. Endesa Andorra   | 1–3 | 2–0 | 2–1 | 0–0 | —   | 1–0 | 0–0 | 1–1 | 1–1 | 2–2 | 0–1 | 2–1 | 3–0 | 0–0 | 2–1 | 0–1 | 0–1 | 1–1 | 2–2 | 0–1 |
| R. C. D. Espanyol "B"  | 1–2 | 1–3 | 3–0 | 3–2 | 3–0 | —   | 1–2 | 1–0 | 1–0 | 2–1 | 1–1 | 3–1 | 0–2 | 1–1 | 1–0 | 1–2 | 3–1 | 0–0 | 1–3 | 0–2 |
| U. E. Figueres         | 1–1 | 1–3 | 3–0 | 0–1 | 3–0 | 1–1 | —   | 2–1 | 4–1 | 3–0 | 0–1 | 4–0 | 1–1 | 2–1 | 1–1 | 1–1 | 1–0 | 1–1 | 0–0 | 6–3 |
| C. F. Gavà             | 3–0 | 2–0 | 6–2 | 2–0 | 3–0 | 0–0 | 1–2 | —   | 2–1 | 2–2 | 3–1 | 1–1 | 1–2 | 2–2 | 2–1 | 6–2 | 2–0 | 3–4 | 1–1 | 1–2 |
| Gimnàstic de Tarragona | 3–0 | 1–1 | 1–0 | 1–0 | 5–1 | 2–1 | 1–1 | 3–0 | —   | 4–0 | 2–1 | 1–0 | 1–3 | 3–0 | 3–0 | 2–2 | 2–0 | 1–3 | 3–2 | 1–1 |
| U. D. A. Gramenet      | 5–1 | 2–0 | 3–0 | 1–2 | 9–1 | 1–1 | 0–0 | 2–0 | 0–2 | —   | 1–0 | 2–1 | 0–4 | 1–0 | 1–0 | 6–3 | 2–1 | 3–2 | 1–3 | 1–1 |
| C. D. Hospitalet       | 1–1 | 3–0 | 1–0 | 2–0 | 3–1 | 1–0 | 2–4 | 1–0 | 2–2 | 1–1 | —   | 2–1 | 1–2 | 1–4 | 2–0 | 0–3 | 2–2 | 2–4 | 1–0 | 3–2 |
| S. D. Huesca           | 3–1 | 1–1 | 4–0 | 2–1 | 1–1 | 1–1 | 4–0 | 0–1 | 0–4 | 0–1 | 0–0 | —   | 1–2 | 2–1 | 2–1 | 2–0 | 2–3 | 1–1 | 0–0 | 1–0 |
| Levante U. D.          | 2–0 | 3–2 | 3–0 | 3–0 | 3–1 | 3–0 | 1–0 | 1–1 | 1–1 | 1–0 | 5–0 | 3–1 | —   | 5–1 | 3–0 | 2–0 | 0–0 | 2–2 | 1–0 | 0–1 |
| R. C. D. Mallorca "B"  | 3–1 | 2–1 | 4–3 | 1–3 | 1–1 | 2–1 | 2–2 | 1–1 | 6–3 | 3–1 | 0–0 | 3–1 | 1–2 | —   | 2–2 | 1–0 | 2–0 | 7–3 | 2–1 | 1–3 |
| A. E. C. Manlleu       | 2–3 | 2–0 | 3–2 | 1–1 | 1–0 | 2–1 | 1–5 | 1–2 | 1–0 | 1–1 | 2–0 | 2–1 | 0–2 | 3–0 | —   | 2–0 | 3–0 | 0–2 | 2–2 | 0–2 |
| Ontinyent C. F.        | 0–0 | 0–0 | 2–5 | 0–2 | 1–0 | 1–1 | 0–1 | 2–1 | 0–2 | 2–0 | 1–1 | 3–0 | 0–1 | 2–0 | 0–0 | —   | 0–0 | 0–0 | 0–1 | 1–2 |
| C. E. Sabadell F. C.   | 1–1 | 0–1 | 2–2 | 0–3 | 0–0 | 3–1 | 1–1 | 2–1 | 2–1 | 0–3 | 0–0 | 0–0 | 1–1 | 3–0 | 0–1 | 1–3 | —   | 3–1 | 5–1 | 0–2 |
| U. E. Sant Andreu      | 1–0 | 3–0 | 0–1 | 3–1 | 0–0 | 0–1 | 1–4 | 1–3 | 1–1 | 0–5 | 5–1 | 0–1 | 1–0 | 3–0 | 1–1 | 2–1 | 1–1 | —   | 0–3 | 0–4 |
| Terrassa F. C.         | 3–1 | 4–1 | 1–2 | 2–2 | 4–0 | 1–2 | 3–0 | 4–0 | 0–2 | 1–0 | 3–0 | 3–1 | 1–1 | 2–1 | 6–2 | 3–3 | 1–0 | 1–1 | —   | 2–2 |
| Valencia C. F. "B"     | 3–0 | 2–0 | 7–0 | 2–0 | 1–1 | 0–1 | 2–2 | 2–3 | 3–3 | 3–1 | 3–0 | 0–0 | 0–0 | 5–1 | 1–2 | 1–2 | 0–0 | 1–0 | 2–3 | —   |

### Grupo IV

#### Clasificación
| Pos. | Equipo                     | Pts. | PJ | G  | E  | P  | GF | GC | Dif. | Clasificación                     |
| ---- | -------------------------- | ---- | -- | -- | -- | -- | -- | -- | ---- | --------------------------------- |
| 1    | Real Jaén C. F.            | 74   | 38 | 21 | 11 | 6  | 46 | 21 | +25  | Acceso a Promoción de ascenso     |
| 2    | Granada C. F.              | 71   | 38 | 21 | 8  | 9  | 55 | 32 | +23  | Acceso a Promoción de ascenso     |
| 3    | Elche C. F.                | 69   | 38 | 19 | 12 | 7  | 64 | 44 | +20  | Acceso a Promoción de ascenso     |
| 4    | Córdoba C. F.              | 68   | 48 | 18 | 14 | 16 | 60 | 38 | +22  | Acceso a Promoción de ascenso     |
| 5    | Málaga C. F.               | 67   | 38 | 19 | 10 | 9  | 49 | 28 | +21  |                                   |
| 6    | Cádiz C. F.                | 61   | 38 | 18 | 7  | 13 | 51 | 39 | +12  |                                   |
| 7    | Sevilla F. C. "B"          | 58   | 38 | 16 | 10 | 12 | 69 | 44 | +25  |                                   |
| 8    | R. C. Recreativo de Huelva | 54   | 38 | 14 | 12 | 12 | 46 | 40 | +6   |                                   |
| 9    | Polideportivo Almería      | 52   | 38 | 13 | 13 | 12 | 38 | 32 | +6   |                                   |
| 10   | Real Betis "B"             | 51   | 38 | 12 | 15 | 11 | 48 | 47 | +1   |                                   |
| 11   | Xerez C. D.                | 51   | 38 | 14 | 9  | 15 | 51 | 51 | 0    |                                   |
| 12   | U. D. Melilla              | 48   | 38 | 12 | 12 | 14 | 50 | 50 | 0    |                                   |
| 13   | Yeclano C. F.              | 46   | 38 | 13 | 7  | 18 | 36 | 47 | −11  |                                   |
| 14   | Vélez C. F.                | 43   | 38 | 10 | 13 | 15 | 44 | 55 | −11  |                                   |
| 15   | U. D. San Pedro            | 43   | 38 | 11 | 10 | 17 | 38 | 61 | −23  |                                   |
| 16   | Benidorm C. D.             | 42   | 38 | 10 | 12 | 16 | 33 | 52 | −19  | Acceso a Promoción de permanencia |
| 17   | C. D. Mármol Macael (D)    | 42   | 38 | 9  | 15 | 14 | 34 | 49 | −15  | Descenso a Tercera División       |
| 18   | Novelda C. F. (D)          | 41   | 38 | 10 | 11 | 17 | 32 | 41 | −9   | Descenso a Tercera División       |
| 19   | Lorca C. F. (D)            | 28   | 38 | 6  | 10 | 22 | 33 | 67 | −34  | Descenso a Tercera División       |
| 20   | C. D. Utrera (D)           | 20   | 38 | 3  | 11 | 24 | 24 | 63 | −39  | Descenso a Tercera División       |

 Fuente: BDFutbol
Criterios de clasificación: Puntos · Enfrentamientos directos · Diferencia de goles · Goles a favor · Play-off

#### Resultados
| Local \ Visitante          | BEN | BET | CAD | COR | ELC | GRA | JAE | LOR | MAL | MAR | MEL | NOV | POL | REC | SAP | SEV | UTR | VEL | XER | YEC |
| -------------------------- | --- | --- | --- | --- | --- | --- | --- | --- | --- | --- | --- | --- | --- | --- | --- | --- | --- | --- | --- | --- |
| Benidorm C. D.             | —   | 0–0 | 0–1 | 1–1 | 0–3 | 2–1 | 0–1 | 2–0 | 1–0 | 1–0 | 2–2 | 0–0 | 2–1 | 0–0 | 4–0 | 0–3 | 1–3 | 0–1 | 1–0 | 3–0 |
| Real Betis "B"             | 0–0 | —   | 1–1 | 1–2 | 1–0 | 1–2 | 0–0 | 2–1 | 4–0 | 5–1 | 0–0 | 1–1 | 2–2 | 0–2 | 0–2 | 2–1 | 0–0 | 2–0 | 3–2 | 1–1 |
| Cádiz C. F.                | 2–0 | 2–2 | —   | 2–1 | 0–1 | 0–3 | 2–0 | 1–0 | 1–2 | 2–0 | 1–0 | 1–0 | 1–1 | 2–0 | 4–1 | 0–1 | 2–0 | 2–0 | 2–1 | 0–0 |
| Córdoba C. F.              | 2–2 | 5–2 | 3–2 | —   | 1–1 | 2–0 | 2–1 | 3–1 | 1–1 | 4–0 | 1–1 | 2–0 | 1–1 | 0–0 | 2–1 | 1–1 | 2–2 | 4–1 | 1–0 | 2–0 |
| Elche C. F.                | 1–0 | 1–0 | 1–1 | 1–1 | —   | 2–0 | 0–0 | 4–2 | 2–0 | 3–1 | 4–0 | 0–2 | 1–0 | 4–4 | 4–0 | 2–2 | 3–1 | 5–2 | 1–3 | 2–3 |
| Granada C. F.              | 3–0 | 2–2 | 2–2 | 0–1 | 1–1 | —   | 1–1 | 4–1 | 1–0 | 0–1 | 0–1 | 1–0 | 1–0 | 1–0 | 5–0 | 2–1 | 1–0 | 2–1 | 1–0 | 1–1 |
| Real Jaén C. F.            | 2–0 | 1–0 | 2–1 | 0–2 | 0–0 | 2–1 | —   | 5–0 | 0–0 | 1–1 | 1–1 | 4–1 | 1–0 | 1–0 | 2–1 | 1–0 | 1–0 | 1–1 | 1–0 | 0–1 |
| Lorca C. F.                | 4–1 | 0–3 | 2–1 | 1–2 | 1–1 | 1–1 | 0–2 | —   | 0–2 | 1–3 | 1–1 | 0–0 | 3–1 | 1–1 | 1–1 | 1–3 | 1–0 | 1–1 | 0–2 | 0–1 |
| Málaga C. F.               | 2–0 | 1–0 | 1–0 | 0–1 | 3–0 | 0–1 | 0–1 | 3–2 | —   | 1–0 | 4–0 | 1–1 | 0–1 | 1–1 | 1–0 | 3–0 | 3–0 | 0–0 | 2–0 | 4–1 |
| C. D. Mármol Macael        | 0–2 | 0–1 | 0–3 | 1–1 | 2–2 | 1–1 | 0–0 | 2–0 | 1–0 | —   | 3–2 | 5–1 | 0–3 | 0–0 | 0–2 | 2–2 | 2–2 | 1–0 | 2–2 | 0–0 |
| U. D. Melilla              | 6–0 | 2–1 | 0–2 | 1–1 | 1–2 | 0–2 | 0–1 | 0–0 | 3–3 | 1–0 | —   | 2–0 | 1–0 | 1–1 | 5–1 | 2–1 | 4–0 | 1–2 | 2–1 | 1–0 |
| Novelda C. F.              | 1–1 | 0–2 | 0–1 | 3–1 | 0–2 | 0–1 | 0–0 | 2–0 | 0–1 | 0–1 | 5–2 | —   | 0–1 | 0–0 | 3–1 | 1–1 | 2–0 | 1–0 | 1–0 | 2–0 |
| Polideportivo Almería      | 0–1 | 0–2 | 1–0 | 0–0 | 1–1 | 1–1 | 0–2 | 1–1 | 1–1 | 1–1 | 1–0 | 1–0 | —   | 3–0 | 0–1 | 3–1 | 2–0 | 1–1 | 2–0 | 1–0 |
| R. C. Recreativo de Huelva | 2–0 | 1–1 | 4–0 | 1–2 | 0–1 | 2–1 | 1–0 | 1–0 | 2–2 | 0–2 | 2–2 | 0–1 | 1–0 | —   | 4–2 | 2–1 | 2–1 | 4–1 | 0–1 | 1–0 |
| U. D. San Pedro            | 1–0 | 0–0 | 1–0 | 1–1 | 1–2 | 0–1 | 2–3 | 0–1 | 0–1 | 1–1 | 1–0 | 1–1 | 0–0 | 2–1 | —   | 2–2 | 1–1 | 1–1 | 2–2 | 3–1 |
| Sevilla F. C. "B"          | 1–1 | 4–0 | 0–1 | 3–1 | 4–0 | 1–2 | 0–0 | 3–2 | 1–1 | 3–0 | 2–0 | 3–1 | 2–1 | 4–0 | 0–1 | —   | 3–0 | 3–1 | 1–1 | 6–0 |
| C. D. Utrera               | 1–1 | 2–2 | 2–5 | 0–2 | 0–1 | 0–2 | 0–5 | 3–0 | 1–2 | 0–0 | 1–1 | 1–1 | 0–0 | 0–2 | 0–1 | 1–2 | —   | 0–0 | 1–2 | 1–0 |
| Vélez C. F.                | 3–3 | 1–2 | 2–2 | 1–0 | 2–0 | 3–4 | 1–2 | 0–1 | 0–1 | 0–0 | 2–1 | 0–0 | 2–2 | 2–1 | 3–1 | 2–2 | 2–0 | —   | 1–1 | 2–1 |
| Xerez C. D.                | 4–1 | 2–2 | 3–1 | 2–1 | 2–2 | 0–2 | 2–0 | 3–1 | 0–0 | 0–0 | 1–1 | 2–1 | 0–2 | 0–3 | 3–0 | 3–1 | 1–0 | 1–2 | —   | 2–1 |
| Yeclano C. F.              | 0–0 | 5–0 | 1–0 | 2–0 | 2–3 | 1–0 | 0–1 | 1–1 | 0–2 | 1–0 | 0–2 | 1–0 | 1–2 | 0–0 | 1–2 | 1–0 | 1–0 | 1–0 | 6–2 | —   |

## Promoción de ascenso a Segunda División
- Se clasifican los siguientes equipos a la promoción de ascenso:

| Pos                                              | Grupo I                     | Grupo II                   | Grupo III              | Grupo IV     |
| ------------------------------------------------ | --------------------------- | -------------------------- | ---------------------- | ------------ |
| 1º                                               | UD Las Palmas               | Real Sporting de Gijón "B" | Levante UD             | Real Jaén CF |
| 2º                                               | Racing de Ferrol            | Club Atlético Osasuna "B"  | Gimnàstic de Tarragona | Granada CF   |
| 3º                                               | CD Orense                   | Real Avilés Industrial     | UE Figueres            | Elche CF     |
| 4º                                               | Club Atlético de Madrid "B" | Cultural Leonesa           | Valencia CF "B"        | Córdoba CF   |
| En negrita equipos que suben a Segunda División. |                             |                            |                        |              |

## Promoción de permanencia
- Se clasifican los siguientes equipos a la promoción de permanencia:

| CD Leganés "B"                                      | CD Logroñés "B" | CE Sabadell FC | Benidorm CD |
| En negrita equipo que desciende a Tercera División. |                 |                |             |

## Resumen
Ascienden a Segunda división:
| - Club Atlético de Madrid "B" | - Unión Deportiva Las Palmas | - Levante Unión Deportiva | - Club Deportivo Orense |

Descienden a Tercera división: 
| Grupo I - Club Deportivo Leganés "B" - Unión Deportiva San Sebastián de los Reyes - Club Deportivo Tenerife "B" - Club Deportivo Móstoles - Deportivo Asociación de Vecinos Santa Ana | Grupo II - Club Deportivo Tudelano - Sociedad Cultural Deportiva Durango - Palencia Cristo Olímpico - Amurrio Club | Grupo III - Club Deportivo Alcoyano - Ontinyent Club de Fútbol - Fútbol Club Barcelona "C" - Club Deportivo Endesa Andorra | Grupo IV - Club Deportivo Mármol Macael - Novelda Club de Fútbol - Lorca Club de Fútbol - Club Deportivo Utrera |

Campeones de Segunda División B (título honorífico y en trofeo que no garantiza el ascenso):
| - Unión Deportiva Las Palmas | - Real Sporting de Gijón "B" | - Levante Unión Deportiva | - Real Jaén Club de Fútbol |

## Copa del Rey
Los cuatro primeros clasificados de cada grupo y los tres mejores quintos, exceptuando a los filiales, se clasifican para la siguiente edición de la Copa del Rey.